# Manuel Torremocha
Manuel Torremocha Torremocha (1927 - † Madrid, febrero de 1999) fue un actor español.

## Trayectoria
Actor de reparto fundamentalmente teatral y televisivo, aunque hizo también incursiones en la gran pantalla.
Sus inicios profesionales se remontan al principio de la década de 1950, participando en espectáculos de revista. Sobre las tablas puede mencionarse su participación en los montajes de El gato y el canario (1960), de John Willard, En la red (1961), de Alfonso Sastre, La camisa (1962), de Lauro Olmo, La pechuga de la sardina (1963), del mismo autor, El río se entró en Sevilla (1963), de José María Pemán, Un mes en el campo (1964), de Iván Turguénev, Las tres perfectas casadas (1965), de Alejandro Casona, La casa de las chivas (1969), La noche de los cien pájaros (1972), Tiempo de espadas (1973), las tres de Jaime Salom, Las cítaras colgadas de los árboles (1974), de Antonio Gala, Entremeses del retablo de las Maravillas (1978), en el Festival de Almagro, con dirección de José Osuna, La vieja señorita del paraíso (1980), de Gala, Mariana Pineda (1982), de Federico García Lorca, Las mocedades del Cid (1990), de Guillén de Castro o El caballero del milagro (1991), de Lope de Vega.
En cine participó en cerca de una treintena de películas, la mayor parte comedias sin demasiada trascendencia; destacan en su filmografía títulos como El Lute: camina o revienta (1987), de Vicente Aranda o Soldadito español (1988), de Antonio Giménez Rico.
Desarrolló una prolífica trayectoria en televisión desde los primeros años de la década de 1960, cuando el medio comenzaba su andadura en España. De este modo participó en decenas de espacios dramáticos, especialmente los de teatro televisado, formato muy frecuente en la época.
También desde los años 1960 fue muy activo como doblador o actor de voz, siendo especialmente recordado por el personaje de Guilty en el anime Caballeros del Zodiaco.
Cuñado de José María Cagigal y padre del también actor Juan Ramón Torremocha.

## Filmografía
- Fuerte perdido (1964)
- Los dinamiteros (1964)
- Rebeldes en Canadá (1965)
- Las viudas (1966)
- La banda del Pecas (1968)
- Dr. Jekyll y el Hombre Lobo, (1972)
- Doctor, me gustan las mujeres, ¿es grave? (1974)
- Proceso a Jesús (1974)
- Una chica y un señor (1974)
- Novios de la muerte, (1975)
- Las protegidas (1975)
- No matarás (1975)
- A la legión le gustan las mujeres... y a las mujeres, les gusta la legión (1976)
- El caballero de la mano en el pecho (1976)
- Guerreras verdes (1976)
- Más allá del deseo (1976)
- Secuestro (1976)
- Hasta que el matrimonio nos separe (1977)
- Más fina que las gallinas (1977)
- Cara al sol que más calienta  (1978)
- El último guateque (1978)
- El día del presidente (1979)
- La boda del señor cura (1979)
- ...Y al tercer año, resucitó (1980)
- De hombre a hombre (1985)
- Stico (1985)
- El Lute (camina o revienta) (1987)
- Mi general (1987)
- Soldadito español (1988)

## Trayectoria en TV
- El obispo leproso
  - Episodio 2 (30 de noviembre de 1990)
- Los jinetes del alba
  - Episodio 1 (9 de enero de 1991)
  - Episodio 2 (16 de enero de 1991)
  - Episodio 3 (23 de enero de 1991)
  - Episodio 4 (30 de enero de 1991)
  - Episodio 5 (6 de febrero de 1991)
- La forja de un rebelde
  - Madrid noviembre 1936 (4 de mayo de 1990)
- Brigada central
  - Vistas al mar (1989)
- Primera función
  - Comedia para asesinos (1989)
- Pedro I el Cruel
  - Episodio 9 (19 de enero de 1989)
  - Episodio 10 (20 de enero de 1989)
- Bodas de sangre (película de televisión), (1986)
- Segunda enseñanza
  - Tabúes (1986)
- Página de sucesos
  - ... como cristal (1985)
- Proceso a Mariana Pineda
  - Episodio 1 (13 de noviembre de 1984)
  - Episodio 2 (20 de noviembre de 1984)
- Teatro 
  - Mariana Pineda (22 de agosto de 1983)
- Los mitos
  - Ifigenia (1979)
- Noche de teatro
  - La casa de las chivas (1978)
- Curro Jiménez
  - En la loca fortuna (1977)
- Mujeres insólitas
  - "La viuda roja" Margarita Steinheil (1977)
- Teatro estudio
  - La hermosa gente (1978)
  - Historia de detectives (1978)
  - El burlador de Sevilla (1976)
- Paisaje con figuras
  - El doncel de Sigüenza (1976)]]
- El teatro
  - Madre (el drama padre) (1976)
- La cometa naranja (1974)
- Juan Soldado (película de televisión), (1973)
- Si yo fuera rico
  - Si yo fuera guionista de cine (1973)
- Historias de Juan Español
  - Juan Español y la verdad (1973)
- Animales racionales
  - Drama dividido en tres túneles (1973)
- Hora once
  - Compañerismos (1969)
- Pequeño estudio
  - Un día en la gloria (1969)
- Historias naturales
  - Peces en la carretera (1968)
- Historias para no dormir
  - El trasplante (1968)
- Las 12 caras de Juan
  - Capricornio (1967)
- ¿Es usted el asesino?
  - Episodio 7 (18 de septiembre de 1967)
- Un mundo sin luz (película de televisión), (1967)
- Teatro de siempre
  - Judith (1970)
  - La salvaje (1970)
  - Prometeo encadenado (1969)
  - El abanico de Lady Windermere (1967)
  - El zapatero y el rey (7 de julio de 1967)
- La familia Colón
  - Miss Publicidad (10 de marzo de 1967)
  - Se necesita auténtico gancho (24 de marzo de 1967)
- Historias de hoy
  - El delantero centro (1967)
- La Nochebuena (película de televisión), (1966)
- La pequeña comedia
  - El barrio y el rascacielos (1966)
- Teatro breve
  - Descanso dominical (1966)
- Estudio 1
  - Historia de detectives (1978)
  - El tintero (1978)
  - El caballero de la mano en el pecho (13 de febrero de 1977)
  - El motín del Caine (1974)
  - Un cochino egoísta (1973)
  - Judas (20 de abril de 1973)
  - Eloísa está debajo de un almendro (1973)
  - Historias de detectives (1971)
  - Tovarich (1970)
  - El último tranvía (1970)
  - Una ciudad en el aire  (1970)
  - Esta noche tampoco (1970)
  - Peer Gynt (1 de octubre de 1968)
  - La hoguera feliz (1968)
  - Europa y el toro (1966)
  - La ciudad alegre y confiada (1966)
  - Las mocedades del Cid (18 de septiembre de 1966)
  - La boda de la chica (1966)
- Cuarto de estar (1966)
- Mañana puede ser verdad
  - N.N. 23 (1965)
- Teatro para todos
  - El cadáver de la Señora García (1965)
- Estudio 3
  - Los honorables Señores Morgan (1964)
  - El Lobo (1964)
- Teatro de humor
  - Cuatro corazones con freno y marcha atrás (1964)
- Teatro de familia
  - Suspenso Para Septiembre (1964)
  - El hombre de la carretera (1964)
  - Chocolate para cincuenta (1964)
  - La Muerte del Hombre (1964)
- Escuela de maridos
  - Flechazo dirigido (4 de enero de 1964)
  - La educación de los niños (15 de febrero de 1964)
  - Vengan ustedes a casa (18 de abril de 1964)
  - La mujer y la moda (6 de junio de 1964)
- Primera fila
  - Siegfrief (1964)
  - La reina muerta (1964)
  - Con la vida del otro (1964)
  - La casa de la noche (1964)
  - Hotel Terminus (1964)
  - Un marido de ida y vuelta (1964)
  - Recuerdo a Mamá (1964)
  - Esta noche es la víspera (1963)

- Novela
  - El crimen de Lord Arthur Saville (1978)
  - Los misterios de París XX (22 de octubre de 1976)
  - Los misterios de París XIX (21 de octubre de 1976)
  - Los misterios de París XVIII (20 de octubre de 1976)
  - Los misterios de París XVII (19 de octubre de 1976)
  - Los misterios de París XVI (18 de octubre de 1976)
  - Los misterios de París XV (15 de octubre de 1976) [nota 1]
  - Los misterios de París XIV (15 de octubre de 1976)
  - Los misterios de París XIII (14 de octubre de 1976)
  - Los misterios de París XII (13 de octubre de 1976)
  - Los misterios de París XI (11 de octubre de 1976)
  - Los misterios de París X (8 de octubre de 1976)
  - Los misterios de París IX (7 de octubre de 1976)
  - Los misterios de París VIII (6 de octubre de 1976)
  - Los misterios de París VII (5 de octubre de 1976)
  - Los misterios de París VI (4 de octubre de 1976)
  - Los misterios de París V (1 de octubre de 1976)
  - Los misterios de París IV (30 de septiembre de 1976)
  - Los misterios de París III (29 de septiembre de 1976)
  - Los misterios de París II (28 de septiembre de 1976)
  - Los misterios de París (27 de septiembre de 1976)
  - Caza menor XX (6 de febrero de 1976)
  - Caza menor VI (19 de enero de 1976)
  - Selma Lagerlöf (1974)
  - Una mujer desconocida (1973)
  - Grandes esperanzas XV (26 de febrero de 1973)
  - Grandes esperanzas XIV (23 de febrero de 1973)
  - Grandes esperanzas XIII (22 de febrero de 1973)
  - Grandes esperanzas XII (20 de febrero de 1973)
  - Grandes esperanzas XI (19 de febrero de 1973)
  - Grandes esperanzas X (16 de febrero de 1973)
  - Grandes esperanzas IX (15 de febrero de 1973)
  - Grandes esperanzas VIII (14 de febrero de 1973)
  - Grandes esperanzas VII (13 de febrero de 1973)
  - Grandes esperanzas VI (12 de febrero de 1973)
  - Grandes esperanzas V (9 de febrero de 1973)
  - Grandes esperanzas IV (8 de febrero de 1973)
  - Grandes esperanzas III (7 de febrero de 1973)
  - Grandes esperanzas II (6 de febrero de 1973)
  - Grandes esperanzas (5 de febrero de 1973)
  - Las tribulaciones de Mauricio (1972)
  - Los Nickleby (1972)
  - Zorrilla (1969)
  - Biografía de Maiquez (1968)
  - Emma V (17 de noviembre de 1967)
  - Emma IV (16 de noviembre de 1967)
  - Emma III (15 de noviembre de 1967)
  - Emma II (14 de noviembre de 1967)
  - Emma (1967)
  - El cardenal de Castilla III (16 de agosto de 1967)
  - La boda de Alicia (1967)
  - Tartarín de Tarascón (1966)
  - Tom Sawyer, detective (1966)
  - Federica (1966)
  - La llama y la ceniza (1966)
  - Las aventuras de Juan Lucas (1966)
  - Las aventuras de Juan Lucas II (18 de enero de 1966)
  - Las aventuras de Juan Lucas III (19 de enero de 1966)
  - Las aventuras de Juan Lucas V (21 de enero de 1966)
  - Busco una mujer (1965)
  - Hernani (1964)
  - Tus amigos no te olvidan (1964)
  - ¿Quién me asesinó? (1964)
  - El amor lleva gafas de sol (1963)

- Tengo un libro en las manos
  - Hueste y campaña (1964)
  - El Romance De Don Pedro el Cruel (1964)
  - ¿Por Qué? (1964)
  - Vidas paralelas (1964)
  - La muerte del héroe (1963)
  - El fin de las esperanzas (1963)
- Gran teatro
  - Despedida de soltero (1964)
  - Ni pobre ni rico sino todo lo contrario (1962)
  - Un hermoso domingo de septiembre (1962)
  - Doce hombres sin piedad (1961)
  - Antígona (1961)

## Doblaje y voz
- El hombre de la diligencia, (1964)
- Misión especial en Caracas, (1965)
- Mi canción es para ti, (1965)
- Algunas lecciones de amor, (1966)
- Miss Muerte, (1966)
- Las salvajes en Puente San Gil, (1966)
- El halcón de Castilla, (1967)
- El hombre que mató a Billy el Niño, (1967)
- Alarcón (cortometraje), (1967)
- El golfo (1969)
- Los desesperados, (1969)
- Siete minutos para morir (1969)
- Golpe de mano (Explosión), (1970)
- El último día de la guerra, (1970)
- Consigna: matar al comandante en jefe, (1970)
- Los rebeldes de Arizona, (1970)
- Las amantes del diablo (1971)
- 20.000 dólares por un cadáver (1971)
- La cabina (película de televisión), (1972)
- Beatriz (1976)
- El segundo poder (1976)
- Inquisición, (1977)
- Casa Manchada, (1977)
- Doña Perfecta (1977)
- Curro Jiménez
  - Atrapados (22 de enero de 1978)
- El huerto del francés (1978)
- Cabo de Vara (1978)
- Supersonic Man (1979)
- La barraca (1979)
- El liguero mágico, (1980)
- Slugs, muerte viscosa (1988) [nota 2]
- Los cuatro músicos de Bremen (1989) [nota 3]
- Los trotamúsicos [nota 4]